# Fort de Monterey
Pour les articles homonymes, voir Monterey.

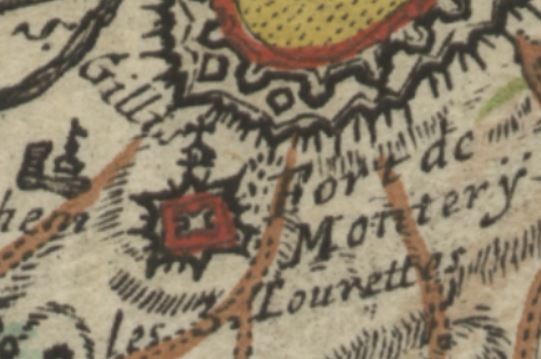
Vue du fort de Monterey sur le plan de Fricx de 1712.

Le fort de Monterey est une citadelle bruxelloise bâtie en 1672 et démantelée au XVIIIe siècle. Elle complétait les fortifications de la seconde enceinte de Bruxelles, devenues insuffisantes. Ses derniers vestiges disparurent en 1860. Son existence reste évoquée à travers le nom des rue du Fort et rue des Fortifications de l'actuelle commune de Saint-Gilles.

## Construction
Le fort tient son nom de Juan Domingo de Zúñiga y Fonseca, comte de Monterrey, gouverneur des Pays-Bas espagnols de 1670 à 1675. Il est chargé en 1670 par le pouvoir espagnol de bastionner la seconde enceinte de Bruxelles, pour la renforcer et mettre ainsi la ville à l'abri de nouvelles attaques. La réalisation majeure de ce programme fut la construction d’une citadelle sur les hauteurs, destinée à compléter la porte de Hal et permettant le contrôle de la zone d’approche au sud de Bruxelles (la vallée de la Senne).
Les travaux du fort sont réalisés entre 1672 et 1675 sur les hauteurs de Obbrussel (Haut-Bruxelles, futur Saint-Gilles), au sud de la porte de Hal, par les ingénieurs militaires Merex et Blom. Le fort, flanqué de 4 bastions couvrait une superficie de 6 bonniers, c'est-à-dire 6 hectares, et offrait une vision large sur la vallée de la Senne. La construction du fort nécessita la démolition de trois moulins à vent des XVIe et XVIIe siècles, qui étaient dressés sur la Wintmolenberch, actuelle place de la Barrière.

## Efficacité
Comme les autres fortifications de la ville, le fort de Monterey s’avère inefficace et ne peut empêcher ni le bombardement de Bruxelles de 1695, ni la prise de la ville par les troupes françaises en 1746.

## Héritage
C'est au fort de Monterey que le sceau de Saint-Gilles doit une couronne crénelée, réservée aux villes fortifiées. En outre, la présence de ce fort a permis à Saint-Gilles d'avoir un hôtel de ville et non une maison communale.
Le fort fut vendu avec les bâtiments qu'il contenait le 5 mars 1782 à Adrien Sterckx et Van Gysel pour 10 610 florins, avec l'obligation de le détruire. Tout fut donc détruit, à l'exception d'un immeuble, situé approximativement à l'intersection des actuelles rue du Fort et rue des Fortifications. Il fut occupé par un cabaret puis, à partir de 1836 ou 1837, par la Société des carabiniers de Bruxelles. Cet ultime vestige du fort sera détruit en 1862. Avant cela, vers 1860, les héritiers des acquéreurs, François Adrien Joseph Sterckx et Jean Justin Huys de Thy, furent autorisés à y créer deux nouvelles artères, les rues Sterckx et Dethy. 
La commune s'est alors urbanisée et le tracé des rues ne laisse plus paraitre de traces du fort disparu. Seule l'actuelle rue du Fort rappelle le chemin qui menait à la porte de Hal.